# As If It's Your Last
"As If It's Your Last" (Hangul: 마지막처럼; RR: Majimakcheoreom) là đĩa đơn năm 2017 của nhóm nhạc nữ Hàn Quốc Blackpink, được phát hành vào ngày 22 tháng 6 năm 2017 bởi YG Entertainment và được phân phối bởi Genie Music. Bài hát thành công về mặt thương mại, đứng đầu bảng xếp hạng World Digital Songs của Billboard và đứng vị trí thứ ba trên Gaon Digital Chart.

## Background và phát hành
Bản demo cho ca khúc này ban đầu được trao cho 2NE1 với tựa đề "Blame It On Your Love" và được đề xuất làm đĩa đơn cho album phòng thu thứ hai Crush vào năm 2014. Tuy nhiên, cuối cùng nhóm đã từ chối bản demo. 
Ngay từ giữa tháng 5 năm 2017, YG Entertainment đã chính thức xác nhận rằng Blackpink đang làm việc cho màn comeback vào tháng 6, vào ngày 5 tháng 6 YG đã tiết lộ rằng Blackpink sẽ quay MV cho single mới trong tuần này. Vào cùng ngày, CEO Yang Hyun-suk của YG Entertainment đã đăng tải một hình ảnh của Blackpink tại địa điểm quay MV mới, xác nhận rằng Blackpink sẽ trở lại vào tháng 6, sau 7 tháng kể từ lần cuối nhóm phát hành Square Two với hai bài hát là" Playing with Fire" và "Stay" vào tháng 11 năm 2016. Vào ngày tiếp theo, công ty đã thông báo rằng Blackpink sẽ có khả năng phát hành bài hát mới từ ngày 15 tháng 6 đến 20 tháng 6.
Vào ngày 13 tháng 6 năm 2017, YG Entertainment đã tiết lộ một teaser của single mới và xác nhận ngày phát hành là ngày 22 tháng 6. Sau đó, từ ngày 16 tháng 6 đến 18 tháng 6 teaser của từng thành viên Blackpink đã được đăng tải. Vào ngày 19 tháng 6, tựa đề của single đã được tiết lộ là "As If It's Your Last" (Hàn Quốc: 마지막처럼), và thời gian phát hành single mới được xác nhận là vào lúc 18 giờ (KST) ngày 22 tháng 6. Bài hát được giải thích là một bất ngờ cho fan trong khi Blackpink chuẩn bị Square Three, bản phát hành tiếp theo trong series Square sau  Square Two và Square One.
Vào ngày 20 tháng 6, một teaser của MV đã được đăng tải trên kênh YouTube chính thức của Blackpink và kênh V Live của nhóm. Vào ngày tiếp theo, một video hậu trường đã được đăng tải, và YG Entertainment thông báo rằng nhóm sẽ tổ chức một buổi trực tiếp comeback special trên V app của Naver vào lúc 20 giờ (KST) ngày 22 tháng 6.

## MV
Vào ngày 22 tháng 6 lúc 18 giờ (KST), "As If It's Your Last" đã được phát hành trên các trang nghe nhạc tại Hàn Quốc, và MV đã được đăng tải trên kênh YouTube chính thức của Blackpink và kênh V Live. Sau 17 giờ phát hành, MV  "As If It's Your Last" đạt hơn 11 triệu người xem trên YouTube, trở thành MV nhanh nhất đạt hơn 10 triệu người xem bởi một nhóm nhạc K-pop tại thời điểm đó và phá kỷ lục được thiết lập trước đây bởi "Not Today" của BTS, đạt 10 triệu lượt xem trong 21 giờ. Hơn nữa, MV cũng trở thành video được xem nhiều thứ hai trong 24 giờ bởi một nhóm Hàn Quốc, với hơn 13.3 triệu người xem trong vòng 24 giờ sau khi phát hành, đứng thứ hai sau "Gentleman" của Psy. Tính đến ngày 20 tháng 12 năm 2018, MV của nhóm đã có 466.635 triệu lượt xem và là MV nhóm nhạc K-pop có nhiều lượt đứng thứ 3 (Sau Ddu-du Ddu-du của nhóm và DNA của BTS.) Vào ngày 24 tháng 6, video dance practice cho "As If It's Your Last" đã được đăng tải trên kênh YouTube của Blackpink và kênh V Live của nhóm.
Vào ngày 23 tháng 4 năm 2021, video âm nhạc As If It's Your Last đã đạt 1 tỷ lượt xem sau gần 1401 ngày 1 giờ  trên nền tảng phát video trực tuyến toàn cầu Youtube. Điều này khiến nhóm nắm giữ trong tay 4 video âm nhạc đạt được thành tích này bao gồm các video âm nhạc Kill This Love, Boombayah, Ddu-Du Ddu-Du và chính ca khúc này.

## Quảng bá
Blackpink sẽ quảng bá "As If It's Your Last" trên nhiều chương trình âm nhạc tại Hàn Quốc. Đặc biệt, nhóm sẽ có sân khấu comeback trên Show! Music Core của MBC vào ngày 24 tháng 6, đây là lần đầu tiên nhóm xuất hiện trên chương trình này.

## Hiệu suất thương mại
Tại Hàn Quốc, bài hát ra mắt tại vị trí thứ 4 trên Gaon Digital Chart trên bảng xếp hạng phát hành ngày 18-24 tháng 6 năm 2017 với 181,883 lượt tải và 2,996,521 lượt nghe. Trong tuần thứ hai, bài hát đạt vị trí thứ ba với 157,224 lượt tải và 6,632,012 lượt nghe. Bài hát đứng vị trí thứ 12 trên bảng xếp hạng cho tháng 7 năm 2017, với 323,104 lượt tải.
Tại Canada, bài hát ra mắt tại vị trí 45 trên Billboard Canadian Hot 100 vào cuối tuần ngày 29 tháng 6 năm 2017 - đây là vị trí cao nhất của nhóm tại đất nước này kể từ khi "Playing with Fire" ra mắt tại vị trí 92 vào năm 2016. Tại Nhật Bản, bài hát ra mắt tại vị trí thứ 19 trên Billboard Japan Hot 100, trở thành vị trí cao nhất của Blackpink tại đất nước này. Mặc dù bị giới hạn, "As If It's Your Last" ra mắt tại vị trí thứ nhất trên Billboard World Digital Songs sau khi bán 4.000 bản trong tuần đó.

## Sử dụng bài hát
Bài hát và MV được xuất hiện trong phim Justice League của DC Extended Universe.[29][29][29][29][29][29][29][29][29][29][29][29][29][29]

## Bảng xếp hạng
| Bảng xếp hạng (2017)                              | Vị trí xếp hạng cao nhất |
| ------------------------------------------------- | ------------------------ |
| Australia Streaming Audio Visual Tracks (ARIA)    | 30                       |
| Canada (Canadian Hot 100)                         | 45                       |
| Finland Digital Song Sales (Billboard)            | 7                        |
| Phần Lan Download (Latauslista)                   | 5                        |
| France Download (SNEP)                            | 180                      |
| Japan Hot 100 (Billboard)                         | 19                       |
| Malaysia (RIM)                                    | 4                        |
| New Zealand Heatseekers (RMNZ)                    | 3                        |
| Bồ Đào Nha (Single Top 50)                        | 48                       |
| Hàn Quốc (Gaon Digital Chart)                     | 3                        |
| Hàn Quốc (K-pop Hot 100)                          | 2                        |
| Hoa Kỳ Bubbling Under Hot 100 Singles (Billboard) | 13                       |
| US World Digital Songs (Billboard)                | 1                        |

| Bảng xếp hạng (2017)         | Vị trí xếp hạng cao nhất |
| ---------------------------- | ------------------------ |
| Hàn Quốc(Gaon Digital Chart) | 12                       |

| Đất nước | Doanh số   |
| -------- | ---------- |
| Hàn Quốc | 1,429,854+ |
| Hoa Kỳ   | 9,000+     |

## Giải thưởng

### Chương trình âm nhạc
| Chương trình   | Ngày                | Nguồn  |
| -------------- | ------------------- | ------ |
| Inkigayo (SBS) | 2 tháng 7 năm 2017  | [ 48 ] |
| Inkigayo (SBS) | 9 tháng 7 năm 2017  | [ 49 ] |
| Inkigayo (SBS) | 16 tháng 7 năm 2017 | [ 50 ] |